# Antonín Springer

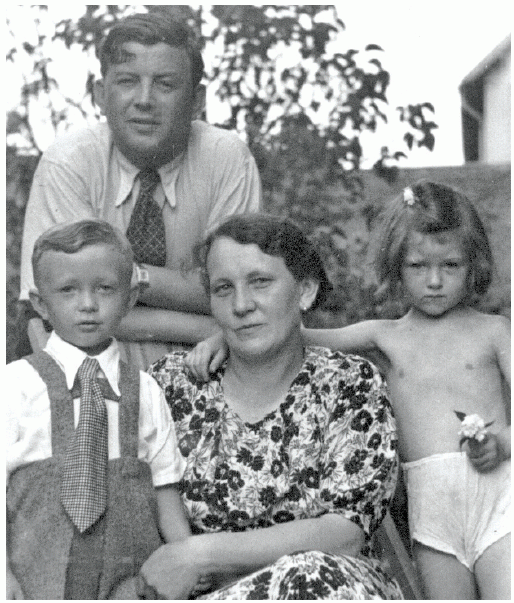
Antonín a Anna Springerovi se synem.
Archiv Jaroslava Čvančary

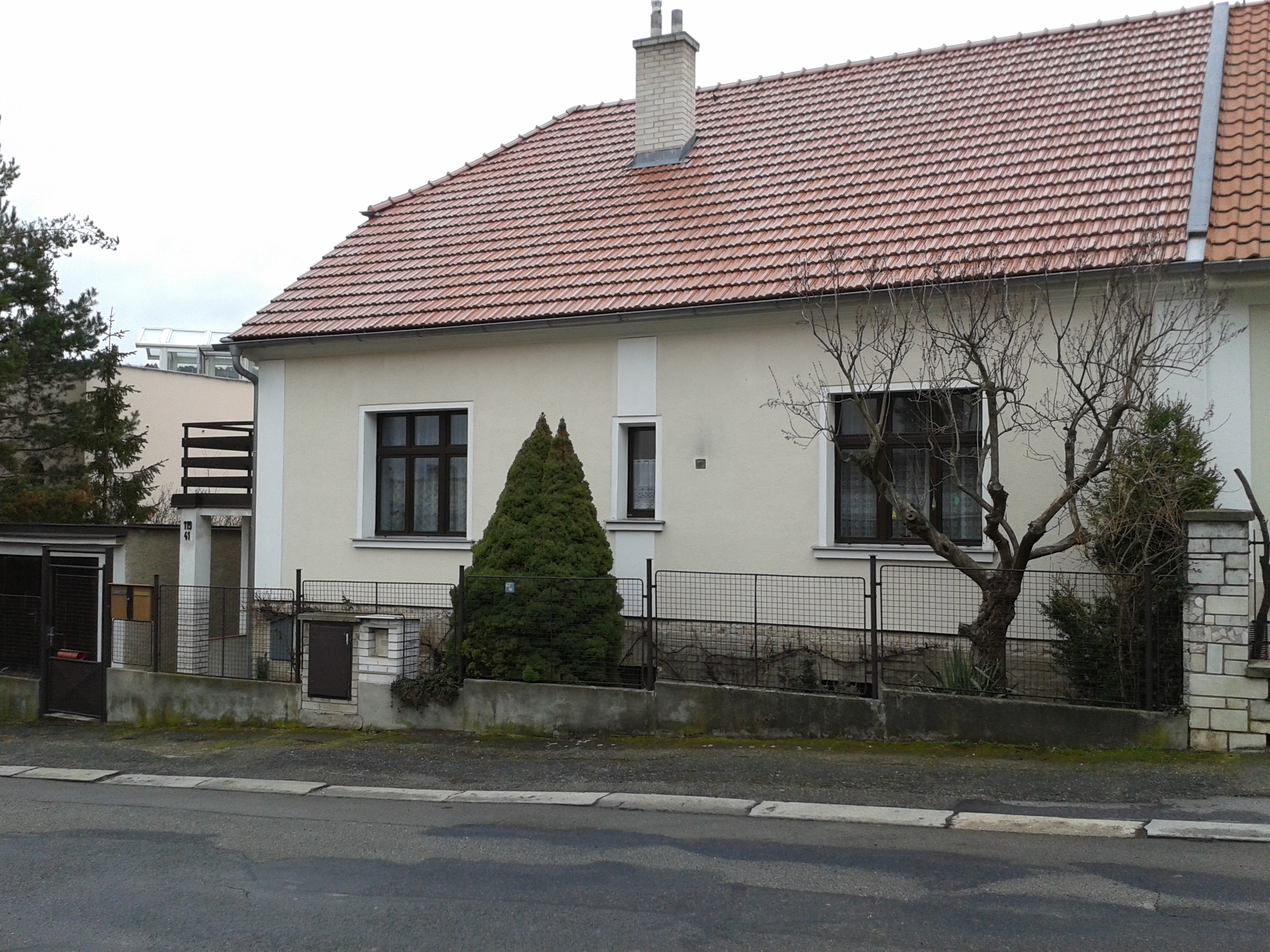
Domek manželů Springerových v Hlubočepích (rok 2016)

Antonín Springer (2. května 1909 v Praze, Hlubočepích – 13. února 1942 v KT Mauthausen) byl za protektorátu členem jinonické odbojové skupiny. Pomáhal radiotelegrafistům z jinonického akcízu při přemisťování ilegální radiostanice Sparta a poskytl několikrát svůj domek v pražských Hlubočepích jako místo pro navázání nelegálního radiového spojení s exilovou vládou v Londýně.

## V odboji
Antonín Springer byl zaměstnán jako čalounický mistr v dílnách Barrandovských filmových atelierů. Byl ženatý s Annou Springerovou, rozenou Slámovou (* 11. prosince 1909 Švihov – 4. srpna 1999 Praha), s kterou měl syna Bohumila (* 11. září 1937 Praha).
V protiněmeckém odboji pracoval jako člen jinonické ilegální skupiny (působící kolem Karla Prokopa) Spolu se Zdeňkem Linhartem zajišťoval ozbrojený doprovod při přepravě radiostanice Sparta i při samotném jejím vysílání. Z domku, kde manželé Springerovi bydleli  se dvakrát ilegálně vysílalo (Sparta Ic).

## Prozrazení
Po přepadení jinonického akcízu gestapem (v noci z pátku 3. října 1941 na sobotu 4. října 1941) byli zajatí odbojáři Antonín Němeček (tehdy mu bylo 26 let) a Miroslav Prokop (tehdy 19 let stár) (syn Karla Prokopa) zasahujícími gestapáky zmláceni do krve. Zmučení mladíci zakrátko prozradili i hlubočepský domek manželů Springerových.

## Zatýkání, věznění, poprava
Ještě k ránu 4. října 1941 byl domek v Hlubočepích přepaden gestapem. Antonín Springer byl zatčen ve svém domku během tohoto přepadení. Pistoli, kterou schoval mezi čalounění křesla, gestapo nenašlo. (Zatčena byla i jeho manželka Anna Springerová.) Springer byl vězněn na Pankráci v cele číslo 7 v přízemí německého oddělení (spolu s plukovníkem Josefem Churavým). Byl popraven v pátek 13. února 1942 v KT Mauthausen pod číslem 109 v 15.34 hodin (ve věku 31 let).
"Trávím dny v cele číslo 7 v přízemí německého oddělení. Nejdříve jsem byl sám, pak mi dali na pomoc pana Springra z Hlubočep číslo 119, ale za 13 ho někam odeslali, snad k soudu. Od 15. listopadu je tu se mnou pan Řanda, který za mne uklízí celu, neboť sám se nemohu dosud moc ohýbat. Připojuje také dopis a prosí, abyste jej odevzdali jeho paní matce ve Vršovicích podle adresy. Jen ať neříká nikomu nic o něm a rozhodně nic o Vás."
Josef Churavý, Moták (Pankrác 4. ledna 1942), 

## Anna Springerová
Jeho žena Anna Springerová byla celou válku vězněna v KT Ravensbrück, ale věznení přežila a v roce 1945 se vrátila domů. 

## Historický dovětek
V pátek dne 13. února 1942 bylo v KT Mauthausen popraveno celkem jedenáct Čechů. Jednalo se o vůbec první takovouto hromadnou popravu Čechů v tomto koncentračním táboře. Všech jedenáct obětí bylo (za značných bolestí) přesně v tříminutových intervalech postupně usmrcováno vpichem benzinové injekce do srdeční krajiny. Jejich těla byla následně zpopelněna v krematoriu uvnitř koncentračního tábora. Jejich popel byl poté vynesen v sudech a nepietně vysypán z náspu do prostoru mimo koncentrační tábor.
Zde je chronologický seznam popravených Čechů:
- 15.10: Radiotelegrafista František Chyba (ve věku 27 let) z Prahy – Radotína; (v knize zemřelých uveden pod pořadovým číslem 101); (vězeňské registrační číslo 5812)
- 15.13: Radiotelegrafista Jindřich Fröde (ve věku 41 let) z Přelouče; (vězeňské registrační číslo 5792)
- 15.16: Otakar Batlička (ve věku 46 let); (v knize zemřelých uveden pod pořadovým číslem 103); (vězeňské registrační číslo 5817)
- 15.19: Zahradník Jaroslav Toufar (ve věku 38 let); (vězeňské registrační číslo 5811)
- 15.22: Klempíř Josef Rozum (ve věku 67 let) z Prahy-Bubenče; (ukrýval profesora Vladimíra Krajinu a majora letectva RNDr. Josefa Jedličku); (v knize zemřelých uveden pod pořadovým číslem 105)
- 15.25: Student Miroslav Prokop (ve věku 21 let) z Prahy – Jinonic; (vězeňské registrační číslo 5798)
- 15.28: Radiotelegrafista Jiří Řanda (ve věku 27 let) z Prahy – Holešovic; (v knize zemřelých uveden pod pořadovým číslem 107)[11]
- 15.31: Ing. Jaroslav Kleiner (ve věku 37 let); (vězeňské registrační číslo 5805)
- 15.34: Antonín Springer (ve věku 31 let) – čalounický mistr v dílnách barrandovských filmových ateliérů; (v knize zemřelých uveden pod pořadovým číslem 109)
- 15.37: Ludvík Stříbrský (ve věku 35 let); (vězeňské registrační číslo 5797)
- 15.40: Univerzitní profesor Radim Nováček (ve věku 36 let); (spolu s profesorem Vladimírem Krajinou vybudoval první fungující radiové spojení s Londýnem); (v knize zemřelých uveden pod pořadovým číslem 111); (vězeňské registrační číslo 5809)

11 obětí v KT Mauthausen (pátek 13. února 1942)
František Chyba
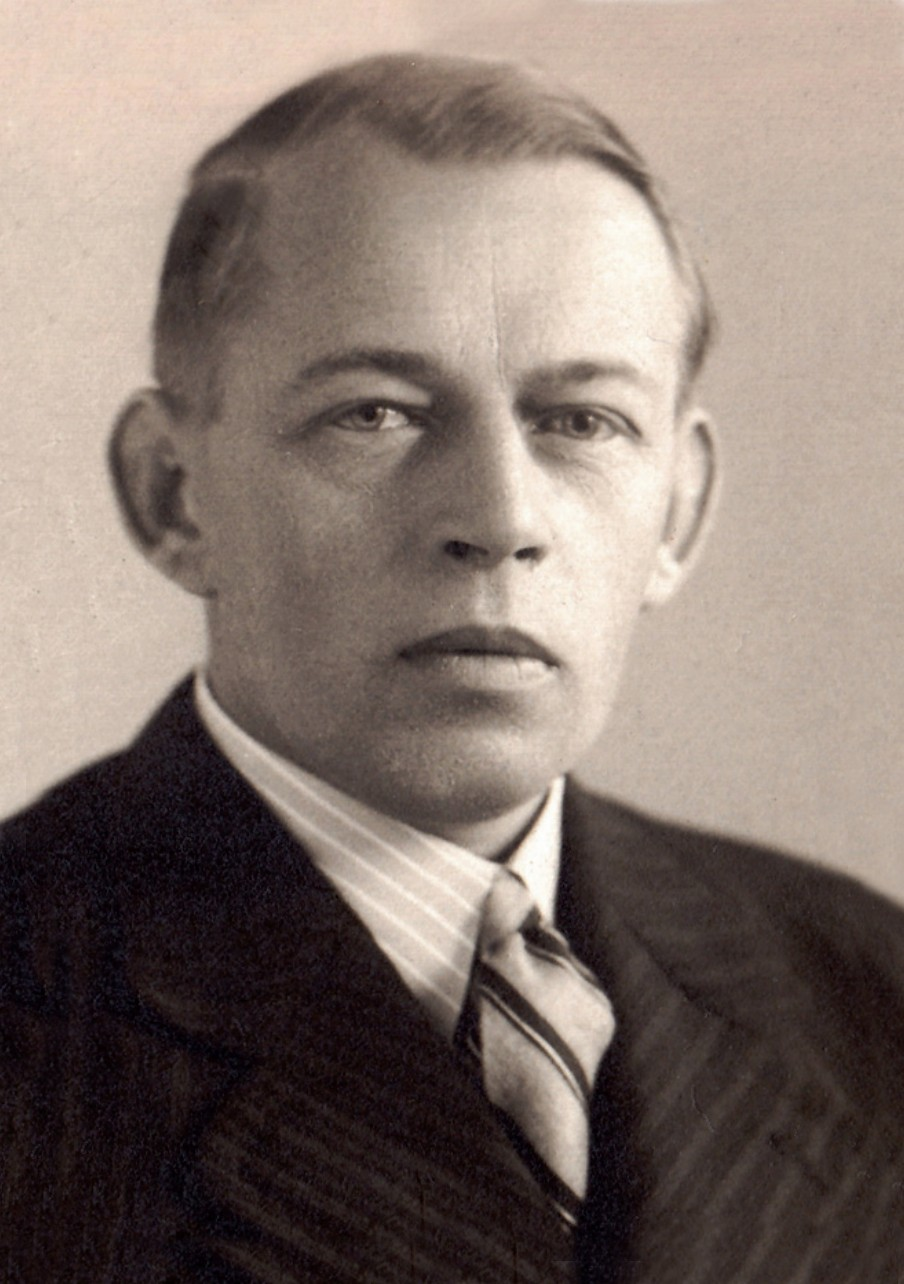
Jindřich Fröde
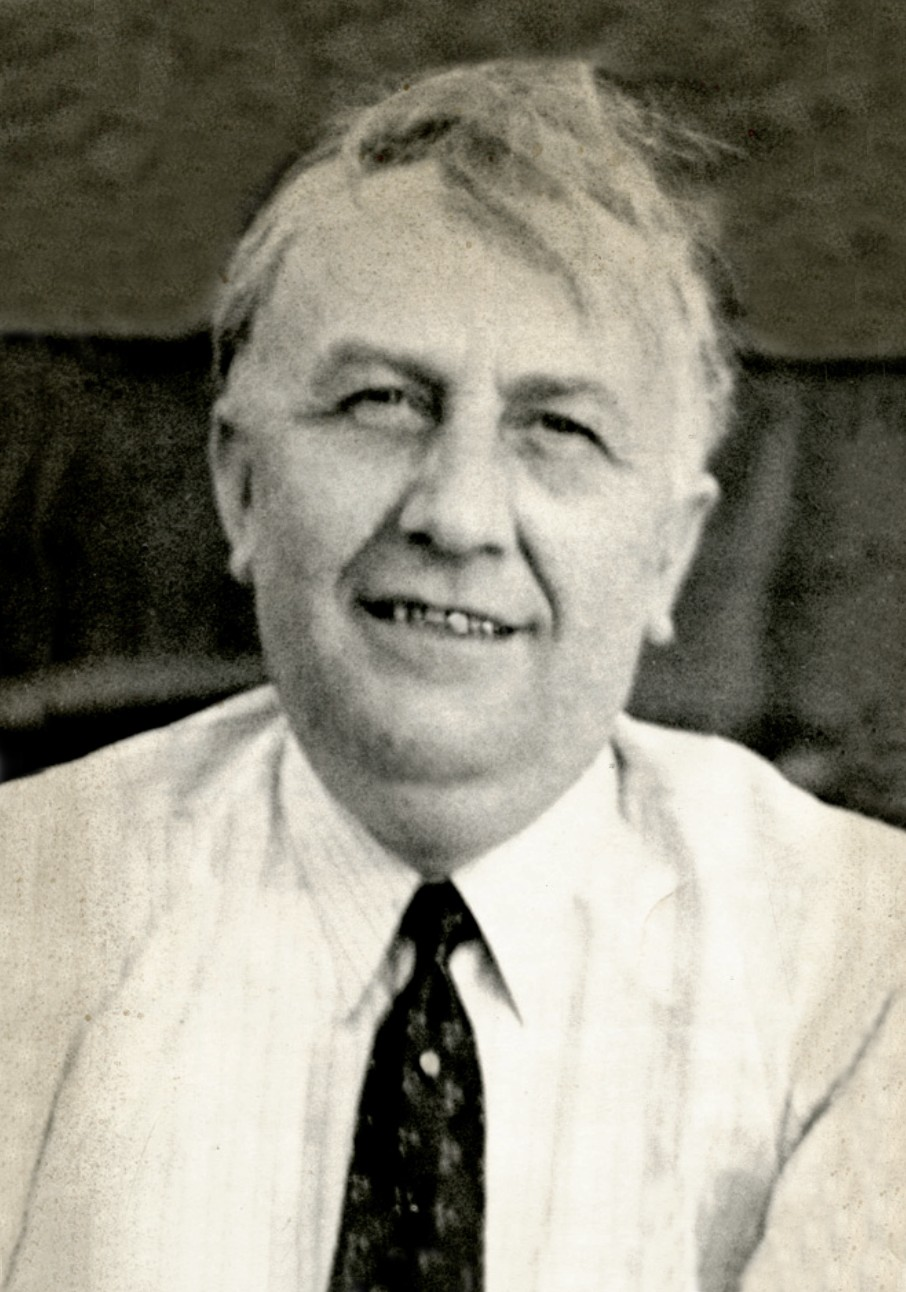
Otakar Batlička
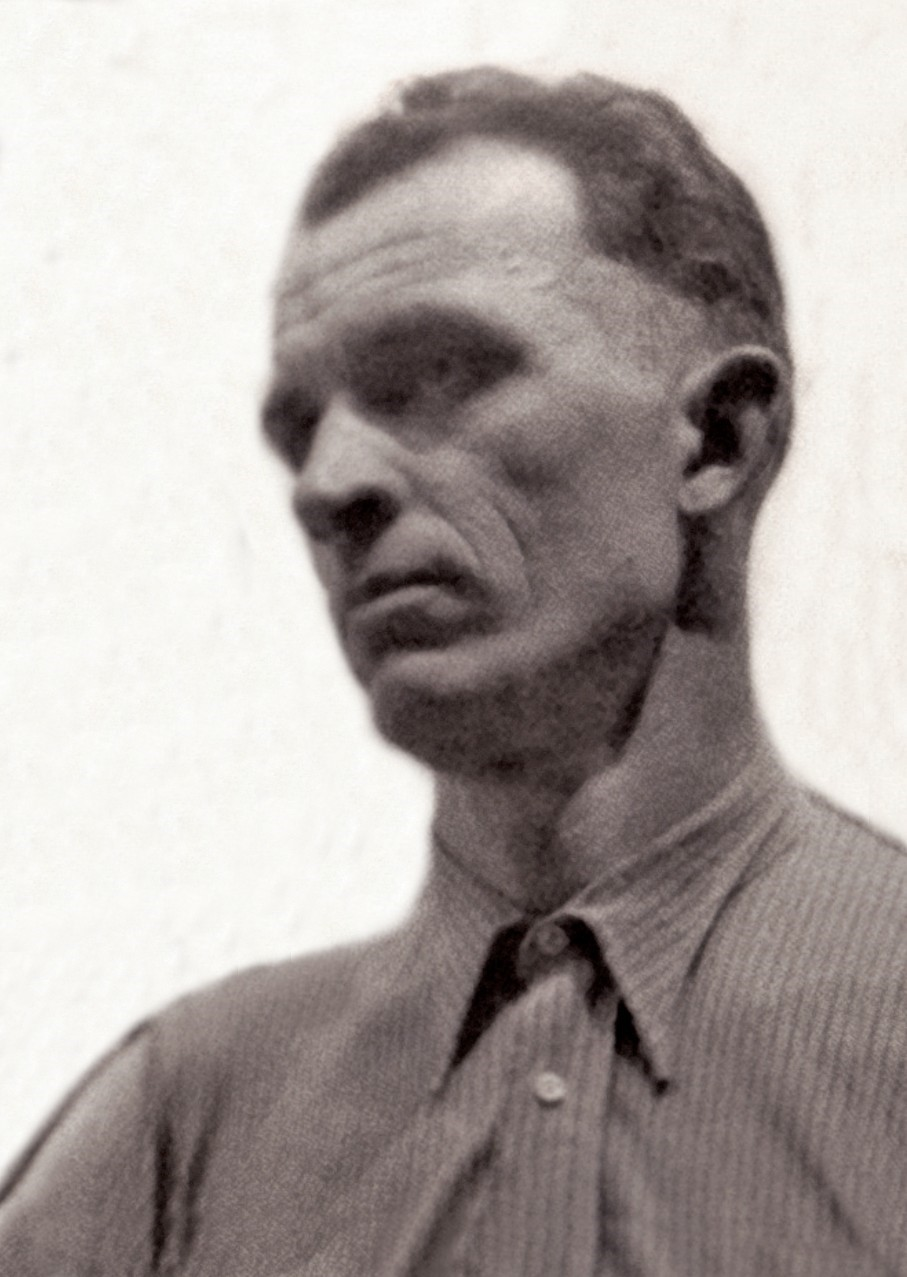
Jaroslav Toufar
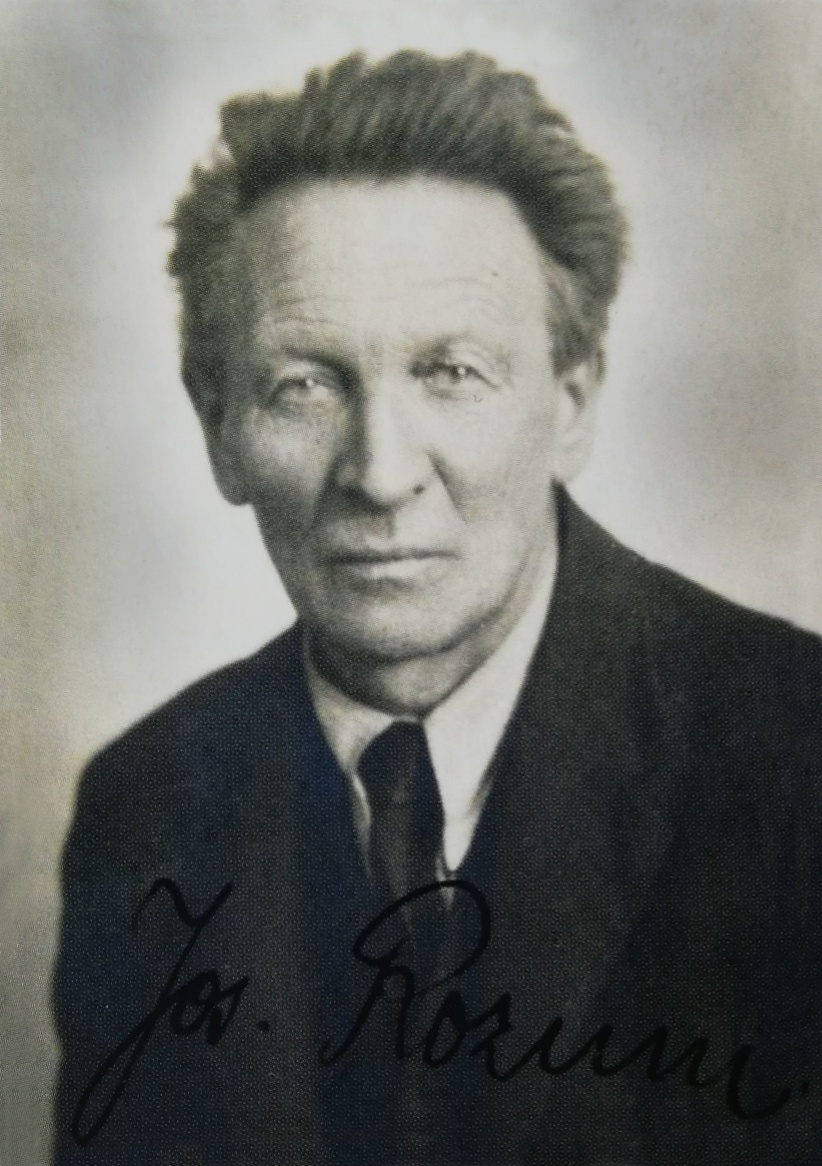
Josef Rozum
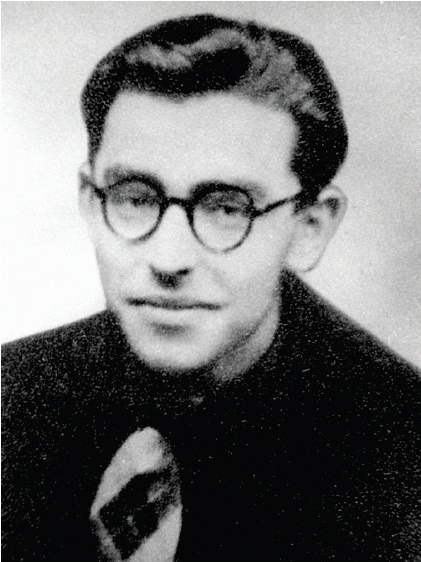
Miroslav Prokop
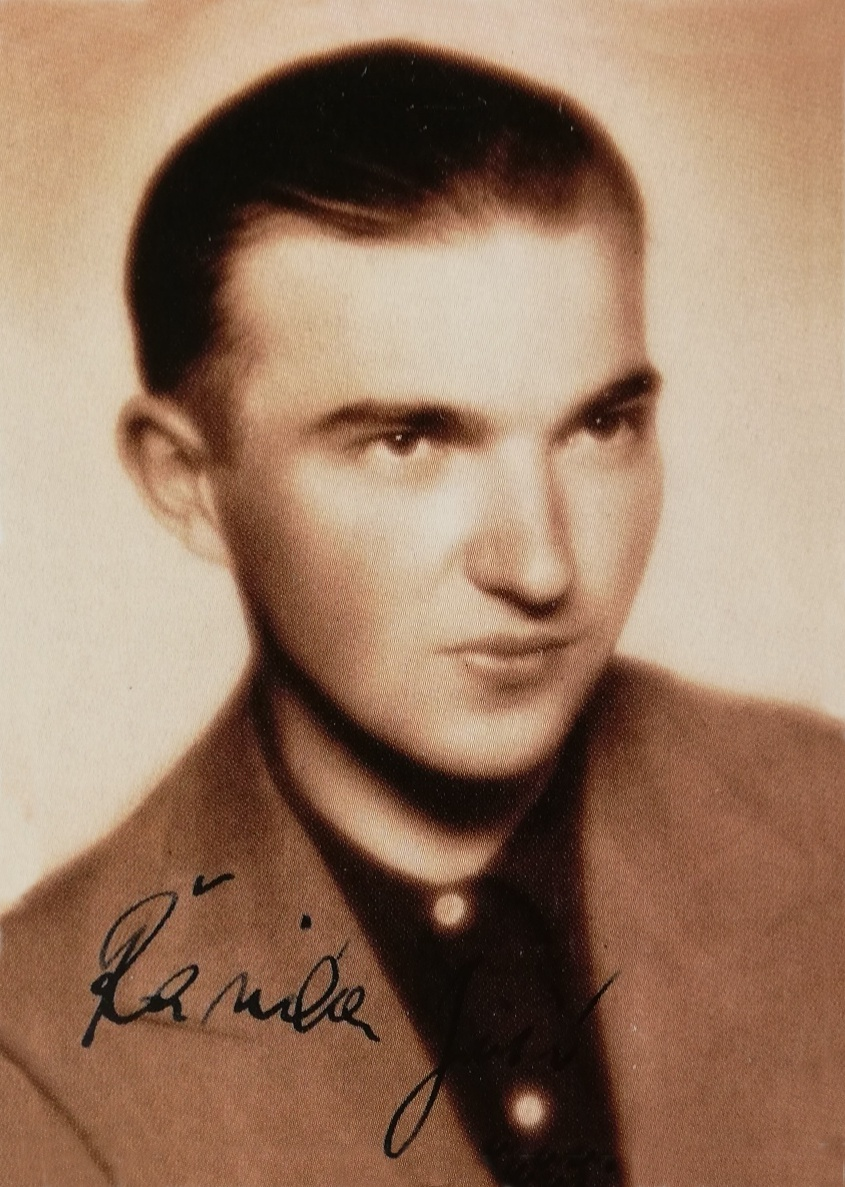
Jiří Řanda
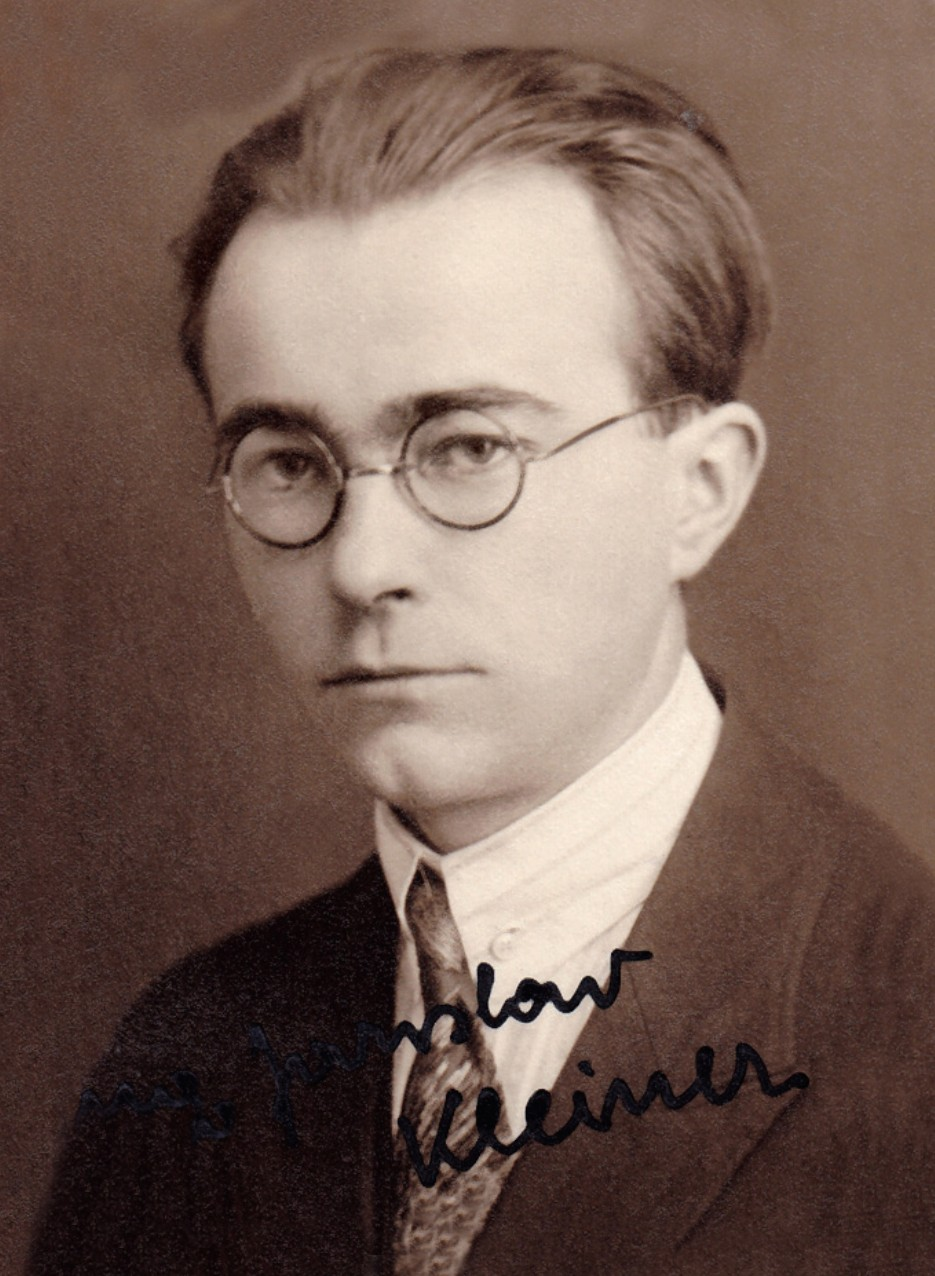
Jaroslav Kleiner
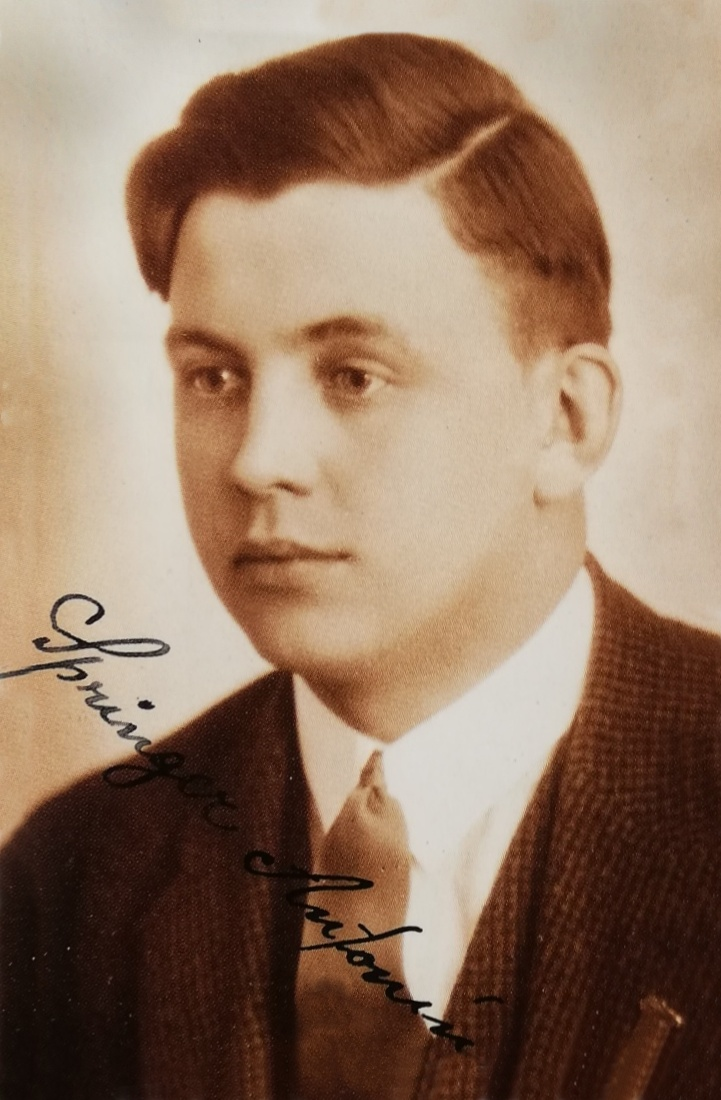
Antonín Springer
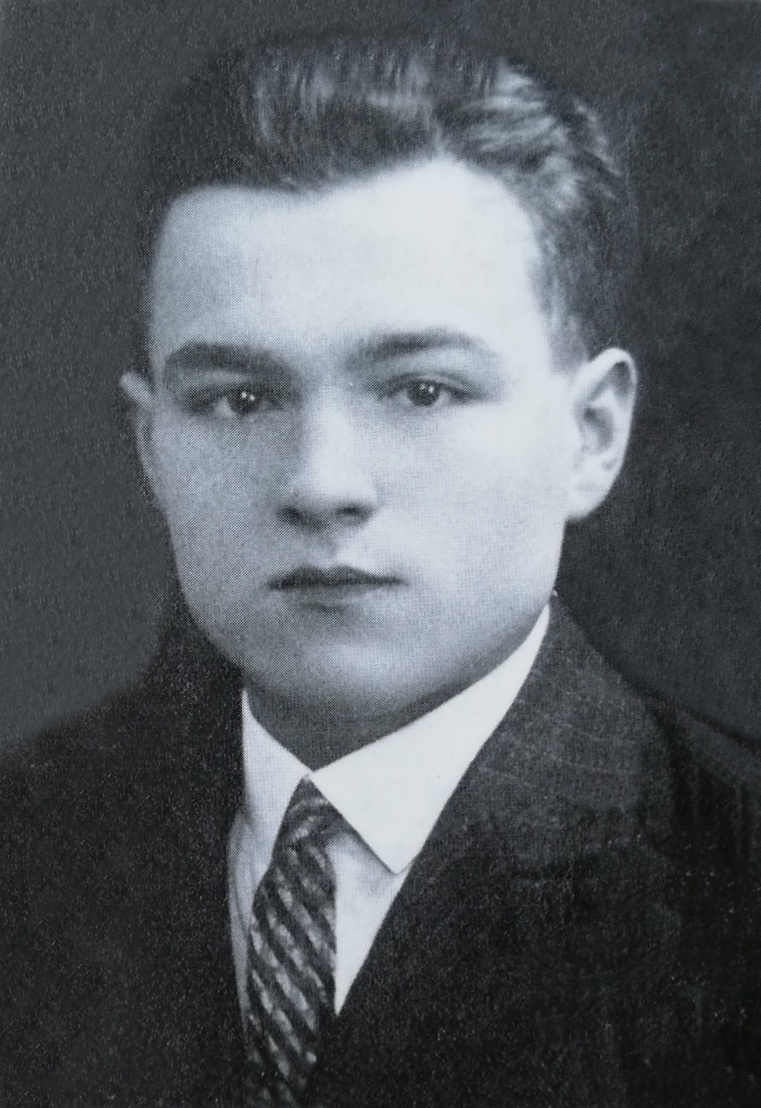
Ludvík Stříbrský
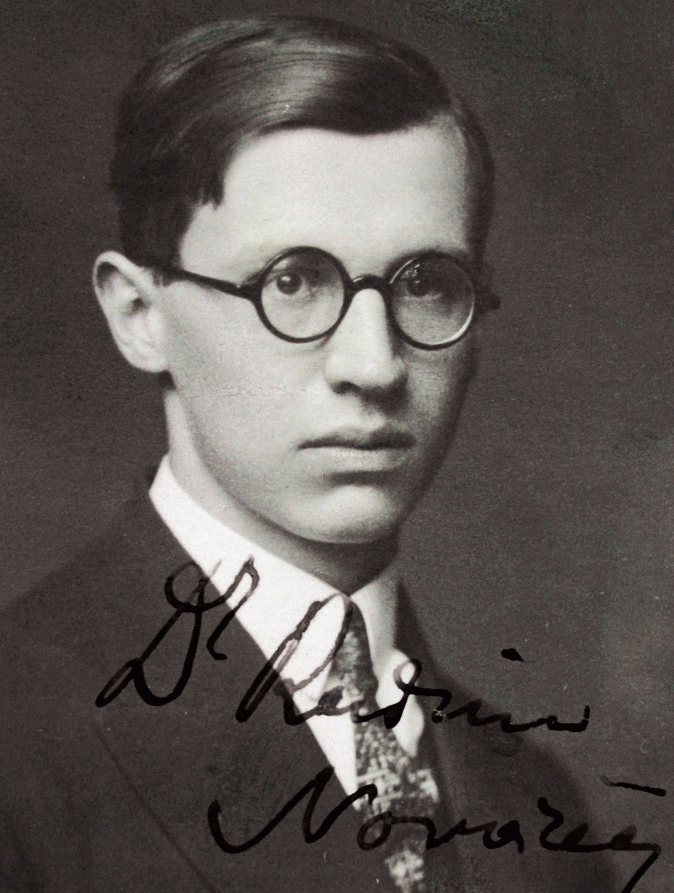
Radim Nováček